# Ozarba sancta
Ozarba sancta là một loài bướm đêm trong họ Noctuidae.